# Atemajac de Brizuela
Atemajac de Brizuela là một đô thị thuộc bang Jalisco, México. Năm 2005, dân số của đô thị này là 6236 người.